# Lager Keraterm
Koordinaten: 44° 58′ 52″ N, 16° 45′ 14″ O
Das Gefangenenlager Keraterm befand sich während des Bosnienkrieges auf dem Gelände der gleichnamigen Ziegelei, auch als Keramik-Fabrik bezeichnet, am östlichen Stadtrand von Prijedor im Norden Bosnien-Herzegowinas.
Das Lager wurde 1992 von der Führung der Republika Srpska (RS) geschaffen, um gefangengenommene Bosniaken und Kroaten gewaltsam festzuhalten. Gemäß dem Internationalen Strafgerichtshof für das ehemalige Jugoslawien (ICTY) wurden über 3000 Menschen in Keraterm festgehalten und etwa 300 dort ermordet.
Nach der Anklageschrift des ICTY wurde den Gefangenen unter anderem physische Gewalt, Entwürdigungen und unmenschliche Misshandlungen angetan. Auch Scheinerschießungen waren an der Tagesordnung. Folter durch brutales Verprügeln sei täglich verübt worden. Die Gefangenenwärter hätten Gummischläuche, Baseballschläger, Metallstangen, Holzlatten, Kabelstränge, Gewehrkolben und Messer verwendet. Zahlreiche Menschen seien damit zu Tode geprügelt worden.
Gemäß den Aussagen ehemaliger Lagerinsassen wurden die Menschen in vier Lagerhallen der ehemaligen Keramikfabrik gefangen gehalten. Es wurden ausschließlich männliche Gefangene im Alter zwischen 15 und 60 Jahren festgehalten. Bosniakische Frauen wurden zunächst in das Lager gebracht, vergewaltigt und danach zum Lager Omarska gebracht. Etwa 85 Prozent der Gefangenen waren Bosniaken und 15 Prozent Kroaten.

## Aktuelle Entwicklungen
Einige der Verantwortlichen der Republika Srpska wurden zwischenzeitlich vom ICTY wegen Völkermordes und Verbrechen gegen die Menschlichkeit angeklagt. Predrag Banović wurde vom ICTY zu acht Jahren Haft verurteilt, Duško Sikirica, ehemaliger Lagerkommandant, wurde wegen Verbrechen gegen die Menschlichkeit zu fünfzehn Jahren Haft verurteilt.